# Нельмозеро
Нельмозеро — пресноводное озеро на территории межселённой территории Онежского района Архангельской области.

## Общие сведения
Площадь озера — 15 км², площадь водосборного бассейна — 269 км². Располагается на высоте 158,3 метров над уровнем моря.
Форма озера лопастная, продолговатая: оно на шесть вытянуто с северо-запада на юго-восток. Берега преимущественно заболоченные.
Из северо-восточной оконечности озера вытекает река Нижняя Охтома, приток реки Илексы, впадающей в Водлозеро.
С юго-западной стороны в Нельмозеро впадает река Верхняя Охтома, несущая воды Могжозера и Чикшозера.
По центру озера расположен один относительно крупный (по масштабам водоёма) остров без названия.
Населённые пункты и автодороги вблизи водоёма отсутствуют.
Код объекта в государственном водном реестре — 01040100311102000019268.